# Юклид
Юклид (на английски: Euclid) е град в окръг Каяхога, Охайо, Съединени американски щати. Намира се на брега на езерото Ери, на 20 km североизточно от центъра на Кливланд. Населението му е 47 201 души (по приблизителна оценка от 2017 г.).

## Личности
В Юклид е роден писателят Роджър Зелазни (1937 – 1995).